# The Love Witch
The Love Witch è un film del 2016 diretto da Anna Biller.

## Trama
Elaine, una bellissima giovane strega, sta guidando da San Francisco verso Arcata, una città che tollera la stregoneria, per iniziare una nuova vita dopo la morte del marito Jerry (è fortemente implicito che possa averlo ucciso lei). Affitta un appartamento in una casa vittoriana di proprietà della mentore di Elaine, Barbara, e mantenuta dalla sua arredatrice d'interni, Trish Manning. Nel tentativo di fare amicizia con la giovane donna, Trish porta Elaine in una casa da tè, dove incontra suo marito Richard il quale s'innamora immediatamente di Elaine. Sperando di trovare un nuovo amante, Elaine esegue un rituale apposito. Presto incontra Wayne, un professore di letteratura al college locale.
I due si recano nella baita di Wayne, dove Elaine gli fa bere un intruglio contenente allucinogeni. Una volta che fanno sesso, lui diventa emotivo e appiccicoso, il che si rivela per lei un bivio. Muore il giorno successivo, ed Elaine seppellisce il suo corpo insieme a una bottiglia di strega contenente la sua urina e un tampone usato. Decide che il prossimo uomo sarà Richard, poiché è sposato e non può ossessionarla. Mentre Trish è via, Elaine lo invita nel suo appartamento, dove offre un secondo intruglio e seduce l'uomo con un ballo. La notte finisce col sesso. Successivamente, Richard diventa ossessionato da Elaine, costringendola ad abbandonare la loro relazione.
All'insaputa di Elaine, uno dei colleghi di Wayne ha denunciato la sua scomparsa, portando l'agente di polizia Griff ad indagare. Costui scopre il corpo di Wayne e la bottiglia della strega. Lo fa risalire a Elaine, ma si innamora di lei e inizialmente si rifiuta di credere che sarebbe capace di omicidio, con grande ira del suo partner Steve. Elaine condivide il suo amore e crede che sia l'uomo dei suoi sogni, arrivando persino a organizzare un finto matrimonio con la sua congrega in una fiera rinascimentale.
Il superiore di Griff gli fa considerare la tenue pace tra la città e le streghe, e gli dice di abbandonare il sospetto verso Elaine. Quando Steve fa pressione, scopre che Wayne è morto per un attacco di cuore e che l'erba del diavolo trovata nel suo corpo è cresciuta intorno alla sua capanna. Per la prima volta viene rivelato che Jerry è morto per overdose poco prima di risposarsi, anche se non si drogava.
Nel frattempo, un cupo Richard si uccide nella sua vasca da bagno e viene scoperto da Trish. Lei, abbattuta, invita di nuovo Elaine a prendere il tè. Prova un anello che Griff ha regalato ad Elaine durante il loro finto matrimonio, ma si dimentica di restituirlo. Dopo averla chiamata al cellulare, Trish decide di lasciare l'anello nell'appartamento di Elaine: mentre si trova nel suo appartamento, inizia a truccarsi come Elaine e a vestirsi come lei, ma aprendo un cassetto scopre un piccolo altare dedicato ai defunti amanti della strega, tra i quali figura Richard. Viene scoperta da Elaine, riuscendo poi a scappare con delle prove su Richard.
Elaine va al cabaret per incontrare Griff, che si confronta sulla morte di Wayne e Richard: le dice che è legata a entrambi dalle prove del DNA lasciate nella bottiglia di Wayne, e che gli oggetti che Trish gli ha dato la implicano nel suicidio di Richard. Nonostante il suo amore passato, Griff non è disposto a lasciare Elaine impunita. La loro conversazione viene ascoltata dai clienti del cabaret, che hanno pregiudizi nei confronti delle streghe e cercano di fare del male a Elaine. Griff la aiuta a fuggire, e i due tornano nel suo appartamento.
Una volta al sicuro, Elaine prepara un drink per lui come ha fatto per gli altri, ma lui lo lascia cadere sul pavimento invece di berlo. Rendendosi conto che aveva ragione quando le diceva che nessun uomo potrà mai amarla abbastanza, lei si ritrae incredula, afferra il suo athame e lo pugnala al cuore. Morto Griff, la vita ha imitato l'arte: c'è corrispondenza col dipinto sul muro di loro vestiti come al finto matrimonio, con lei inginocchiata sul corpo di lui con un pugnale insanguinato. Delirante, Elaine sorride immaginandosi la scena.

## Produzione
Le riprese del film si sono svolte nelle seguenti città della California: Eureka, Arcata, Los Angeles.
Girato su pellicola 35 mm, è uno degli ultimi film ad essere stato stampato ritagliando un negativo originale.

## Distribuzione
La première del film ha avuto luogo il 31 gennaio 2016 presso l'International Film Festival Rotterdam.
L'11 novembre 2016, il film ha avuto una distribuzione limitata negli Stati Uniti d'America. Undici giorni dopo c'è stata una prima proiezione al trentaquattresimo Torino Film Festival.

## Accoglienza
Il film è stato acclamato dalla critica per il suo giocoso tributo ai film horror e in Technicolor degli anni '60, combinato con la sua seria indagine sui ruoli di genere contemporanei.
Sul sito web aggregatore di recensioni Rotten Tomatoes, il film ha un indice di gradimento del 95% basato su 109 recensioni, con una valutazione media di 7,72/10. Il consenso critico del sito recita: "The Love Witch offre un avvincente omaggio visivo a un'era passata, organizzato in modo sottile al servizio di una meditazione stimolante sulla battaglia dei sessi". Sullo stesso sito The Love Witch è al numero 41 della lista dei 100 migliori film horror.
Su Metacritic, il film ha una valutazione media ponderata di 82 su 100, basata su 27 critici, che indica "acclamazione unanime". In una recensione per il New York Times, A. O. Scott ha scritto: "Il film della signora Biller, come la sua eroina, presenta una superficie affascinante, perfettamente composta e dai colori vivaci. Quello che c'è sotto è meravigliosamente scuro, come l'amore stesso".Ha anche fatto parte della lista di Rolling Stone dei 10 migliori film horror del 2016, di quella dei migliori film del 2016 del New Yorker, e di quella dei migliori film del 2016 di IndieWire.

## Riconoscimenti
- 2017 - Chicago Independent Film Critics Circle Awards
  - Trailblazer Award ad Anna Biller
  - Best Costume Design ad Anna Biller
- 2017 - Dublin International Film Festival
  - Miglior fotografia a M. David Mullen
- American Independent Film Awards
  - Michael Cimino Best Film Award (film con un budget da 1 a 3 milioni di dollari)